# Nick Merico
Nick Merico (Argentina; 29 de diciembre de 1995) es un actor y cantante estadounidense de origen argentino conocido por participar en la serie de televisión de Nickelodeon Every Witch Way, en el papel de Daniel Miller.

## Biografía
Merico nació en Argentina el 29 de diciembre de 1995 y actualmente reside en Miami, Florida. Merico comenzó a actuar a los 11 años en varios escenarios de Argentina. Desde entonces, ha estado de gira en escuelas y actuando en otros lugares. Comenzando a la edad de 11 años, abrió una cuenta de YouTube de él cantando. Desde entonces ha estado publicando videos de él cantando. Su primera portada fue Grenade de Bruno Mars. Su última versión ha sido All Of Me de John Legend y Merico acababa de lanzar su nueva canción "If You Were My Girl". También cantó dos de sus canciones en Every Witch Way llamadas "Doesn't Matter Where You Are" y "It's Always You".

## Filmografía
| Año       | Título                       | Rol             | Notas                          |
| --------- | ---------------------------- | --------------- | ------------------------------ |
| 2011      | Los ángeles de Charlie       | Niño de 13 años | Episodio: "Royal Angels"       |
| 2014-2015 | Every Witch Way              | Daniel Miller   | Elenco principal               |
| 2014      | Every Witch Way: Spellbound  | Daniel Miller   | Película de televisión         |
| 2015      | The Haunted Hathaways        | Antonio         | Episodio: "Haunted Temptation" |
| 2018      | Trico Tri Happy Halloween    | Jorge           | Película                       |
| 2019      | First Timers                 | J.C.            | Cortometraje                   |
| 2020      | American Idol (temporada 18) | El mismo        |                                |

## Discografía

### Sencillo
- 2014: If You Were My Girl
- 2018: Save Your Love